# جيمس أوبري سيمونز
جيمس أوبري سيمونز هو سياسي كندي، ولد في 8 يوليو 1897 بريفيلستوك في كندا، وتوفي في 30 نوفمبر 1979 بفانكوفر الغربية في كندا. حزبياً، نشط في الحزب الليبرالي الكندي. وقد انتخب عضو مجلس العموم الكندي (1949 – 1957).